# (500088) 2011 YK65
(500088) 2011 YK65 es un asteroide perteneciente al cinturón de asteroides, descubierto el 31 de diciembre de 2011 por el equipo del Spacewatch desde el Observatorio Nacional de Kitt Peak, Arizona, Estados Unidos.

## Designación y nombre
Designado provisionalmente como 2011 YK65.

## Características orbitales
2011 YK65 está situado a una distancia media del Sol de 2,336 ua, pudiendo alejarse hasta 2,440 ua y acercarse hasta 2,232 ua. Su excentricidad es 0,044 y la inclinación orbital 7,440 grados. Emplea 1304,23 días en completar una órbita alrededor del Sol.

## Características físicas
La magnitud absoluta de 2011 YK65 es 17,7.